# 讷夫谢夫
讷夫谢夫（法語：Neufchef，法語發音：[nœfʃɛf]；洛林法兰克语：Nengsen、Näinhaiser；洛林语：Nieufchi）是法国摩泽尔省的一个市镇，位于该省西北部，属于蒂永维尔区。

## 地理
讷夫谢夫（49°19'0"N, 6°1'24"E）面积16.74 平方千米，位于法国大東部大區摩泽尔省，该省份为法国东北部内陆省份，是洛林的一部分，西南接默尔特-摩泽尔省，东临下莱茵省，北与卢森堡和德国接壤。
与讷夫谢夫接壤的市镇（或旧市镇、城区）包括：克尼唐日、阿夫里勒、丰图瓦、阿扬日、洛姆朗日、小穆瓦约夫尔、朗格沃。

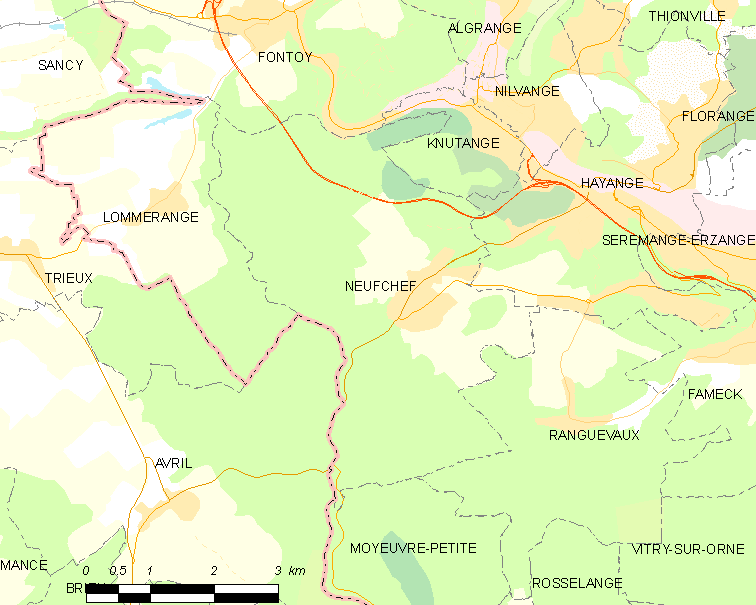
讷夫谢夫的OSM定位图

讷夫谢夫的时区为UTC+01:00、UTC+02:00（夏令时）。

## 行政
讷夫谢夫的邮政编码为57700，INSEE市镇编码为57498。

## 政治
讷夫谢夫所属的省级选区为阿尔格朗日县。

## 人口

1962-2008年间讷夫谢夫人口变化图示

讷夫谢夫于2022年1月1日时的人口数量为2636人。